# Corsa del XX settembre 1927
La Corsa del XX settembre 1927, già Roma-Napoli-Roma, ventiduesima edizione della corsa, si svolse il 20 settembre 1927 su un percorso di 565 km. La vittoria fu appannaggio dell'italiano Giuseppe Pancera, che completò il percorso in 21h15'30", precedendo i connazionali Michele Gordini e Secondo Martinetto.

## Ordine d'arrivo (Top 10)
| Pos. | Corridore          | Squadra               | Tempo      |
| ---- | ------------------ | --------------------- | ---------- |
| 1    | Giuseppe Pancera   | Berrettini-Hutchinson | 21h15'30"  |
| 2    | Michele Gordini    | -                     | a 1h10'00" |
| 3    | Secondo Martinetto | -                     | a 1h39'00" |
| 4    | Tullio D'Achille   | -                     | a 1h51'00" |
| 5    | Pietro Bestetti    | Diamant               | a 2h27'00" |
| 6    | Filippo Torti      | -                     | s.t.       |
| 7    | Raffaele Perna     | -                     | s.t.       |
| 8    | Arnaldo Bergami    | -                     | a 3h20'00" |
| 9    | Armando Milli      | -                     | a 4h20'00" |
| 10   | Egidio Cecchini    | -                     | a 5h02'00" |